# تصمیم‌ها
تصمیم‌ها(به انگلیسی:Decisions) آهنگی از بورگور به همراه  مایلی سایرس است. 

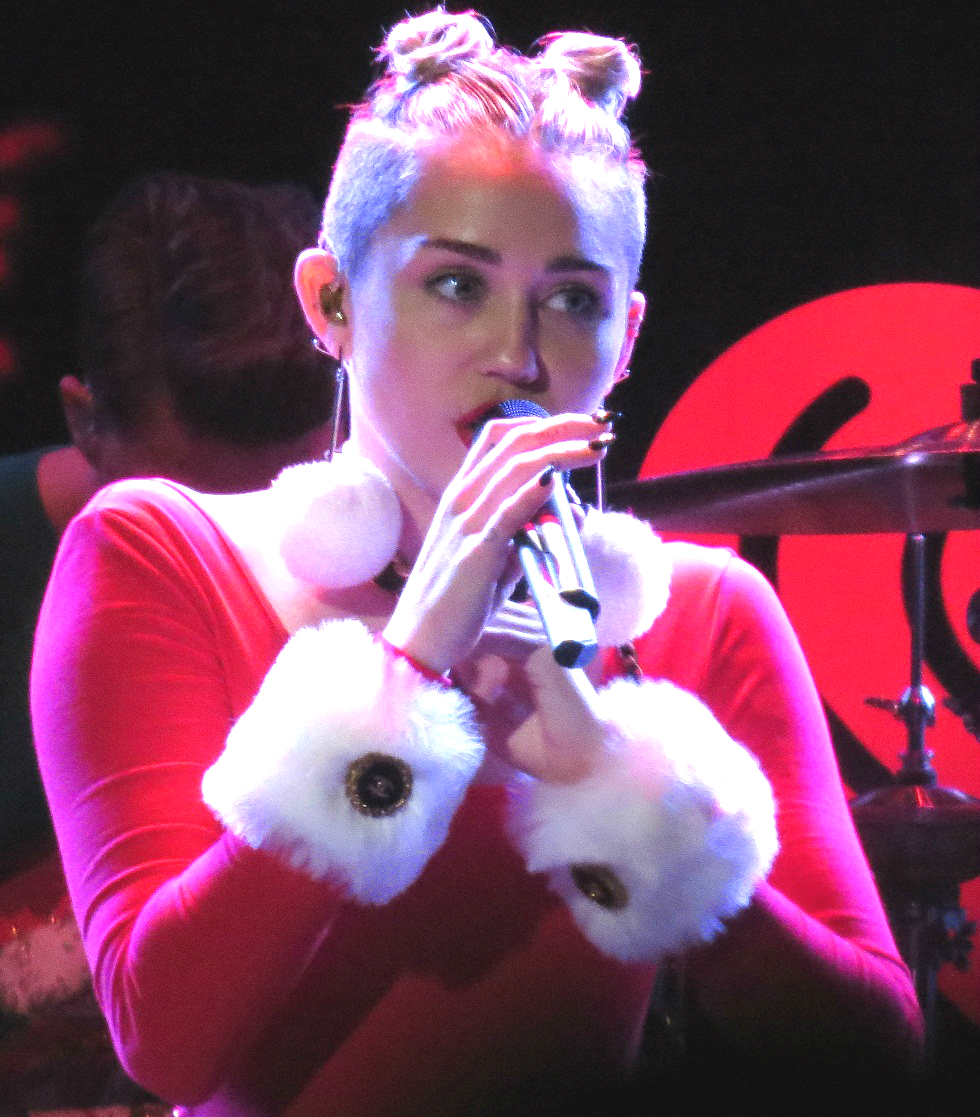
.